# Anke Engels
Anke Maria Engels (Beek en Donk, 18 januari 1974) is een Nederlands toneel-, televisie- en filmactrice. Ze is waarschijnlijk het meest bekend van haar rol als Mischa Richter in de dramaserie Ernstige Delicten. En van haar jeugdtheatergezelschap Het Kleine Theater.

## Biografie
Na haar afstuderen begon Engels haar loopbaan bij het Ro Theater in Rotterdam, speelde daarna o.a. bij het Toneel Speelt, Het Laagland. maakte samen met Marian Mudder, Renee Fokker en Geert Lagerveen een Bellevue voorstelling en maakte een Parade voorstelling.
Ook speelde ze in 1998 haar eerste televisierol in Baantjer, waarin ze als Astrid Tijssen een van de gastrollen vertolkte. Daarna speelde ze onder andere in de film De grot (2001), voordat ze bij het grotere publiek bekend werd met haar rol als rechercheur Mischa Richter in de politie- en dramaserie Ernstige Delicten waarvan de VARA tussen 2002 en 2004 drie seizoenen uitzond. Hoofdinspecteur Mark Verlaat (Hans Ligtvoet) was in de serie haar vriend. In 2004 had Anke een rol in de korte film Verdwaald van Marcel Visbeen. Daarna speelde nog in verschillende series en films. Ook was ze nog te zien in het theater. Zo had ze in 2005 een rol in de voorstelling Bom, een monoloog over de levensgeschiedenis van een vrouw in oorlogsgebied. De regie was in handen van Katrin Richter.
Na 2005 had Engels nog gastrollen in series als Grijpstra en De Gier, IC, Shouf Shouf! en Voetbalvrouwen, waarin ze te zien is als de lesbische vriendin van Liz Duivendrecht, gespeeld door Leontine Ruiters. In 2008 speelde ze in de film Linoleum, met onder andere Romijn Conen, die eerder te zien was in Flikken Maastricht. Sinds 2009 vertolkt ze de rol van Heleen IJzinga in de populaire jeugdserie SpangaS. Ook was ze in 2010 in de bioscoop te zien in de film De gelukkige huisvrouw, als de vriendin van Carice van Houten. In juni 2010 werd zij genomineerd voor de prijs voor de beste actrice op het MIFF (Milano International Film Festival) voor haar rol in de film Linoleum.
Anke heeft samen met Vimala Nijenhuis sinds een aantal jaar haar eigen jeugdtheater gezelschap "Het Kleine Theater". Ze speelt o.a. op Theaterfestival De Parade, in het Ostadetheater en De Krakeling. Afgelopen zomer won de voorstelling Het Zigeunermeisje Het Gouden Ei 2015, de Parade prijs voor beste kindervoorstelling.

## Filmografie
- 1998 - Baantjer - Astrid Tijssen (Afl. De Cock en de moord zonder effect)
- 2001 - De grot - Margriet
- 2002 - Ernstige Delicten - Mischa Richter (2002-2004)
- 2004 - Verdwaald - Manon
- 2004 - Zes minuten - Maartje
- 2006 - IC: "Total Loss" - Cate
- 2007 - Voetbalvrouwen - Rosanne
- 2007 - Kicks - Nina
- 2007 - Grijpstra & De Gier - Joyce Mieland
- 2008 - Linoleum - Alice
- 2009 - SpangaS - Heleen IJzinga (2009-2011)
- 2009 - 13 in de oorlog - Catherina Verweij (afl. Een stad in de brand)
- 2010 - Verborgen gebreken - Madelon
- 2010 - De gelukkige huisvrouw - Corine
- 2012 - De overloper - officier van justitie
- 2013 - Malaika - Ansje de Graaf (2013-)
- 2014 - Moordvrouw, Ingrid van Bavel (gastrol)
- 2016 - De Helleveeg - Leentje van Dartel
- 2022 - NOOD - Vera
- 2023 - Flikken Maastricht - Mabel van Vlijmen (afl. Rehabiliteit)